# 刘锡鸿
刘锡鸿（？—1891年），原名锡仁，字云生，广东番禺县人，原籍广东新会，是一名清朝政治人物。他是中国19世纪60年代清洋务运动时期著名的反洋务论者，是保守主义的代表人物之一。擔任出使英、法的郭嵩燾之副使，與郭相互參劾。著作有駐歐洲的外交日記《英軺日記》。

## 生平
道光二十八年（1848年）中举人。先后随广西左江道张敬修、督办河南团练大臣毛叔熙参与镇压过农民起义，参加过抵抗英国侵略军的战事。于光绪三年任驻德公使一年。
駐英時私下感概英國因為貪污少，百姓願意交稅；中國貪汙嚴重，百姓千方百計逃稅。回國後卻絕口不提，仍為反洋務代表人物。

## 著作
駐歐洲的外交日記出版為《英軺日記》。黎庶昌编著《西洋雜志》中摘录該日記30则，稱為《英軺私記》。《西洋雜志》的1900年刊本經過刪節，從此錄出的《英軺私記》僅餘22则日記。